# ルーシー・ピンダー
ルーシー・キャサリン・ピンダー（Lucy Katherine Pinder、1983年12月20日 - ）は、イギリスのイングランド出身の女性グラビアモデル。

## 経歴

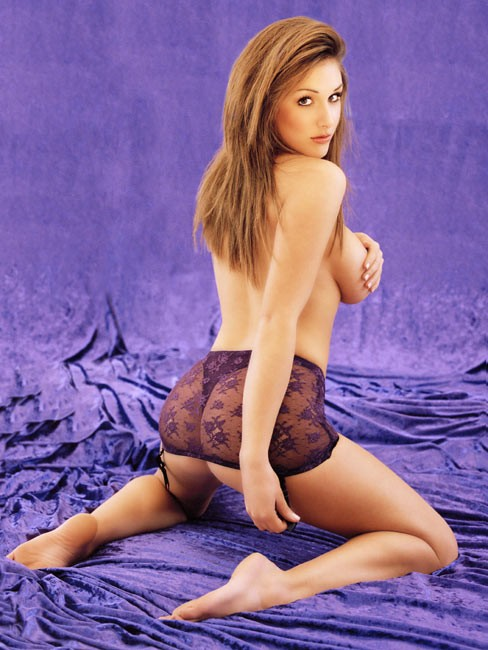
ルーシー・ピンダー

ピンダーがフリーカメラマンの目に留まったのは、2003年夏にボーンマスのビーチで日光浴をしていた時のことである。当日撮られた写真のおかげで、彼女はプロのモデルとしての契約を『デイリースター』紙と結んだ。これにより、ルーシー・ピンダーは人々に知られるようになる。2005年、イギリスの青年誌『FHM』で行われた「世界で最もセクシーな女性100人」の投票において、ルーシーは初めてエントリーされ、16位という結果を残した。2006年の同誌の投票では35位となっている。
ほとんどのグラビアモデルと異なり、ピンダーは長い間乳首を露にした写真を撮らせることはなく、乳首をわずかに覆っただけのトップレスの姿でポーズをとることが多かった。また、ミシェル・マーシュやソフィー・ハワードといった他のグラビアモデル達と、胸と胸を押し当てるような構図の写真も、定期的に撮影されている。2007年、青年週刊誌『Nuts』の4月6日号においてピンダーは初めてトップレスの仕事を引き受け、その後に続いている。

## 私生活
ルーシーはダニエル・ホッパーという彼氏と交際しているが、結婚する予定は無い。彼女は嫌いなものとして、「ピエロ(特に『It』に登場するペニーワイズ)」、「ワスプ」、「人種差別」を挙げている。彼女は、開発途上地域の貧困と病気の為の、サッカーを通じたチャリティー団体、「Kick 4 Life」の大使を務めている。